# Риккати, Винченцо де

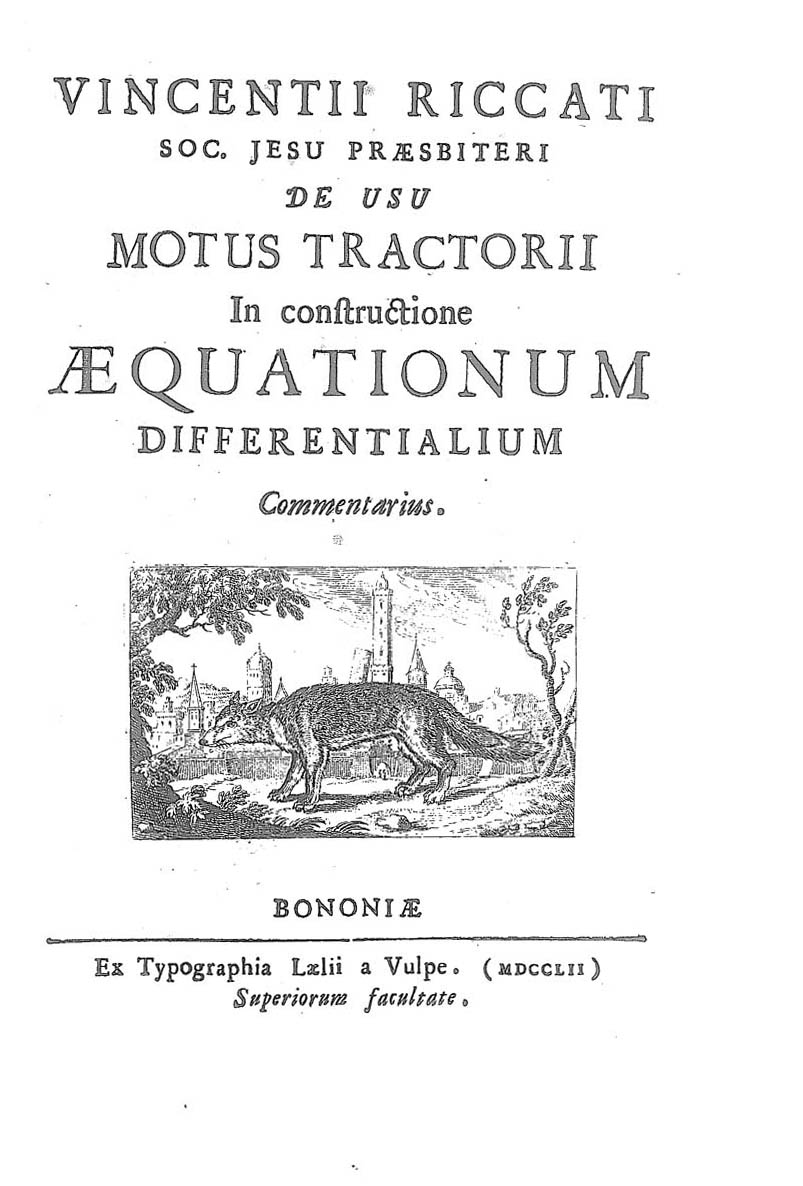
De usu motus tractorii in constructione aequationum differentialium, 1752

Винче́нцо де Рикка́ти (итал. Vincenzo de Riccati; 11 января 1707, Кастельфранко-Венето — 17 января 1775, Тревизо) — итальянский математик, механик и физик, иностранный почётный член Петербургской АН с 17 января 1760 года. Известен как создатель теории гиперболических функций.

## Биография
Отец Винченцо — Якопо Франческо Риккати (в честь которого названо уравнение Риккати) — был одним из крупных итальянских математиков того времени. Винченцо окончил Болонский университет и с 1739 г. преподавал математику там же. Научные исследования Винченцо де Риккати относятся к анализу, алгебре, механике, различным разделам физики.
Унаследовал интересы отца в области дифференциальных уравнений, которые естественно возникали при решении геометрических задач. Это привело его к изучению конических сечений в декартовых координатах и к заинтересованности в изучении свойств гиперболы. В результате Винченцо Риккати и ввёл гиперболические функции; в современной математике принято определять эти функции, выражая их через экспоненту, но он изучал их основные свойства, исходя лишь из геометрических свойств гиперболы х² — y² = 1 или 2xy = 1. Риккати использовал геометрические методы, хотя и был знаком с теми работами Эйлера, которые предшествовали выходу в свет книги Риккати.
Над теорией гиперболических функций Риккати работал вместе с Джироламо Саладини. Риккати не только рассмотрел эти новые функции, но и получил на основе связанных с ними интегральных формул и с помощью геометрических методов интегральную формулу для тригонометрических функций. Его книга «Institutiones» признана как первый обширный трактат по интегральному исчислению; работы Эйлера и Ламберта изданы позже.
Саладини и Риккати также рассматривали другие геометрические кривые, в том числе трактрису и строфоиду.
Винченцо Риккати применял теорию рядов к задачам интегрального исчисления, нашёл интегралы от некоторых круговых и гиперболических функций. Изучал эллиптические интегралы.